# فرينش إنسور تشادويك
فرينش إنسور تشادويك (بالإنجليزية: French Ensor Chadwick) هو ضابط أمريكي، ولد في 28 فبراير 1844 في مورغانتاون في الولايات المتحدة، وتوفي في 27 يناير 1919.